# Miradouro da Amoreira
O Miradouro da Amoreira localiza-se na freguesia da Feteira, concelho de Angra do Heroísmo, na ilha Terceira, nos Açores.